# Pa Khóa
Pa Khóa là một xã thuộc huyện Sìn Hồ, tỉnh Lai Châu, Việt Nam.

## Địa lý
Địa giới hành chính xã Pa Khóa:
- Phía đông giáp huyện Tam Đường và xã Pu Sam Cáp
- Phía tây giáp xã Nậm Cha
- Phía nam giáp xã Noong Hẻo
- Phía bắc giáp xã Nậm Tăm.

Xã Pa Khóa có diện tích 41,28 km², dân số năm 2011 là 2.047 người, mật độ dân số đạt 50 người/km².

## Lịch sử
Xã Pa Khóa được thành lập vào ngày 14 tháng 10 năm 2011 trên cơ sở điều chỉnh 1.313,71 ha diện tích tự nhiên và 797 người của xã Nậm Cha; 381,47 ha diện tích tự nhiên và 672 người của xã Noong Hẻo; 1.960,71 ha diện tích tự nhiên và 408 người của xã Nậm Tăm; 472,58 ha diện tích tự nhiên và 170 người của xã Pu Sam Cáp.